# Panax wangianus
Panax wangianus là một loài thực vật có hoa trong Họ Cuồng. Loài này được S.C.Sun mô tả khoa học đầu tiên năm 1946.